# Marlis Schwenk
Marlis Schwenk (* 1. Februar 1945 als Marlis Neumann; † 11. März 2021 in Homburg) war eine deutsche Politikerin der SPD.
Schwenk besuchte die evangelische Volksschule in Kirkel und wechselte danach an das Christian von Mannlich-Gymnasium in Homburg, wo sie 1965 die Reifeprüfung ablegte. Anschließend absolvierte sie eine Ausbildung für den gehobenen Dienst in der saarländischen Finanzverwaltung. Ab 1968 war sie als Sachbearbeiterin beim Finanzamt Homburg tätig, ab 1980 in der Rechtsbehelfsstelle.
Schwenk war Mitglied der ÖTV und trat 1967 in die SPD ein. Sie war Vorstandsmitglied der SPD Homburg-Mitte und stellvertretende Vorsitzende des SPD-Stadtverbandes Homburg. Mehrere Jahre war sie Mitglied im Homburger Stadtrat. Von 1990 bis 1999 gehörte sie dem Landtag des Saarlandes an.
Marlis Schwenk war Protestantin. Sie war verheiratet und hatte zwei Töchter. Ehrenamtlich engagierte sie sich ab 1968 in der Arbeiterwohlfahrt; von 1996 bis 2004 war sie Kreisvorsitzende der AWO im Saarpfalz-Kreis. Daneben war sie Patientenfürsprecherin im Universitätsklinikum des Saarlandes und Vorstandsmitglied des Vereins „Freunde des Universitätsklinikums des Saarlandes“.